# Раз в жизни (фильм, 1991)
«Раз в жизни» (англ. Chance Of A Lifetime) — кинофильм.

## Сюжет
Пожилая леди, 10 лет назад потерявшая мужа и с тех пор отдающая всю себя работе, узнаёт, что у неё серьёзная болезнь и жить ей осталось около полугода. Печальное известие толкает её на авантюру — впервые за много лет она берёт отпуск и отправляется в Мексику, на один из знаменитых курортов, где встречает пожилого вдовца, к которому начинает испытывать романтическое влечение. Но она боится столь поздней любви, и стремится убежать от только начавших завязываться отношений.

## Интересные факты
Одновременно с работой в мелодраме «Раз в жизни», Лесли Нильсен снимался в пародии «Голый пистолет — 2 1/2» и семейной комедии «Всё, что я хотел на Рождество».